# Chẹo thui lá to
Chẹo thui lá to hay mạ sưa lá lớn, mạ sưa lá to, quắn hoa lá to (danh pháp khoa học: Helicia grandifolia) là một loài thực vật thuộc họ Quắn hoa. Đây là loài đặc hữu của Việt Nam.

## Mô tả
Chẹo thui lá to là một cây thân gỗ nhỏ, cao từ 8 – 10 m. Cành con mập, nhỏ. Lá mọc thành cụm ở đầu cành, phiến lá hình trứng mác ngược, dài khoảng 20 – 35 cm, rộng 10 – 15 cm, thót dần và hình tim ở gốc, rộng 3 – 5 cm, tù ở đầu, gần dai, nhân, có 10 - 15 đôi gân bậc 2, cuống lá ngắn, dài từ 2 – 5 mm.